# سیگار (لامرد)
سیگار، روستایی از توابع بخش مرکزی شهرستان لامرد در استان فارس ایران است..

## جمعیت
این روستا مرکز دهستان سیگار بخش مرکزی شهرستان لامرد است و جمعیت روستا طبق سرشماری عمومی نفوس و مسکن ۱۳۹۵ برابر با ۱۴۶۷ نفر(۴۰۴ خانوار) است